# Tribunal (Grimm)
Tribunal (titulado El Tribunal en las emisiones en Hispanoamérica y como Tribunal en España) es el décimo episodio de la cuarta temporada de la serie de televisión estadounidense de drama-sobrenatural y policíaca: Grimm. El guion principal del episodio fue escrito por Jim Kouf y David Greenwalt, mientras que la dirección general estuvo a cargo de Peter Werner. 
El episodio se transmitió originalmente el 10 de enero del año 2015 por la cadena de televisión NBC, transmitiendo los episodios 9 (Wesenrein) y 10 en días consecutivos. En Hispanoamérica el episodio se estrenó el 9 de febrero por el canal Universal Channel, mientras que en España fue emitido el 31 de julio en episodio doble inmediatamente después del anterior, por el canal Calle 13, siempre del mismo año.
Continuando la trama del capítulo anterior, Monroe es sometido a juicio ante el Tribunal de la Wesenrein, la organización terrorista que ataca a los wesens que no mantienen la "pureza wesen". Nick, Hank, el capitán Renard y el Sargento Wu -en pleno proceso de aceptación de la existencia del mundo Wesen-, buscan contrarreloj descubrir dónde tienen a Monroe. Simultáneamente Rosalee y Juliette hacen lo mismo revisando detenidamente la lista de invitados al casamiento.

## Título y epígrafe

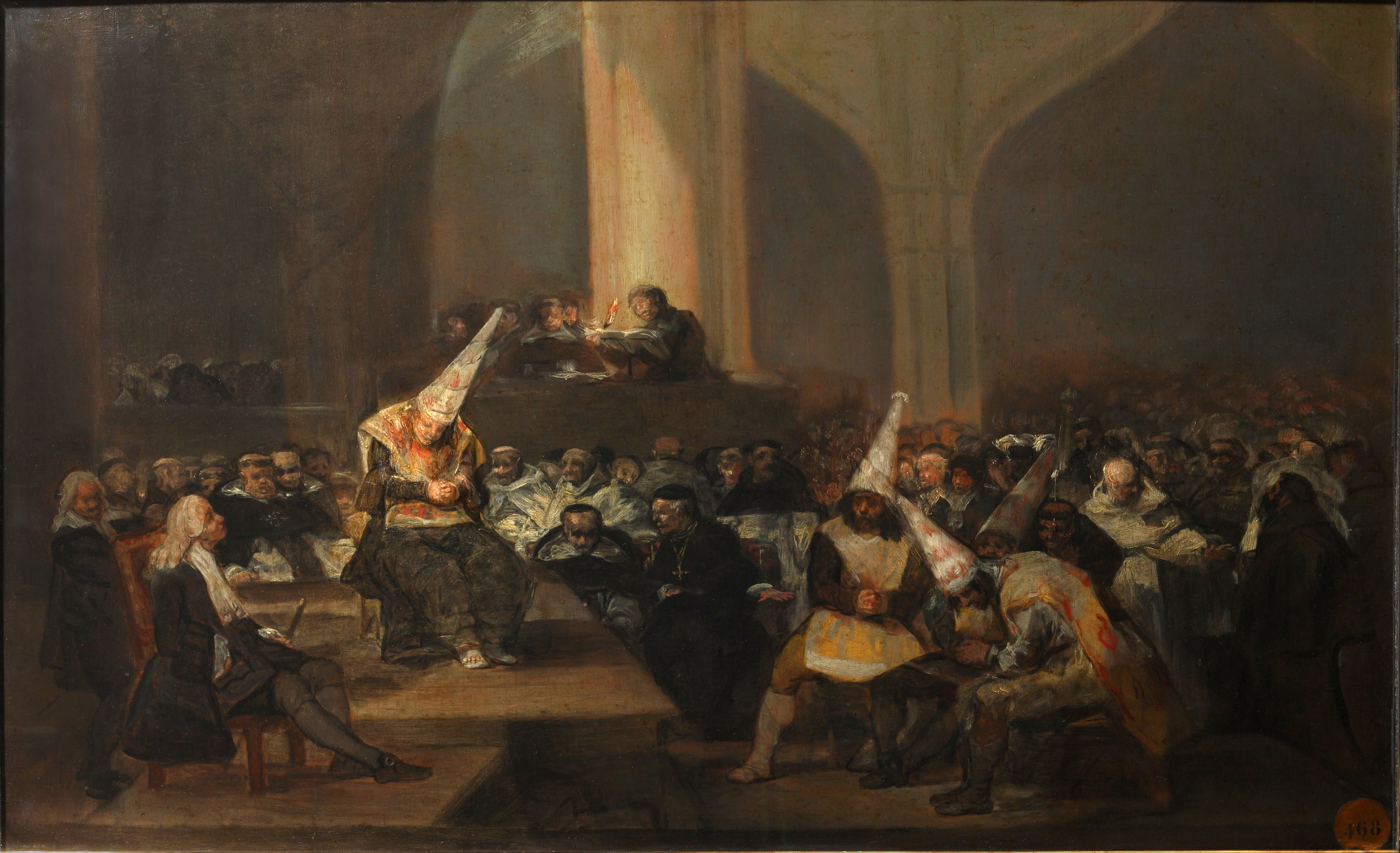
Tribunal de la Inquisición de Goya.

El título "Tribunal" (así escrito en el original inglés) corresponde a la palabra en latín "tribūnal" y remite al "tribunal de la Inquisición" (the Inquisition Tribunal), de acuerdo a una expresión habitual en inglés. La Wesenrein actúa como si se tratara de una organización inspirada tanto en la Inquisición como en el nazismo, hablando en latín y realizando "juicios" ante lo que denominan "tribunal", en la versión original en inglés.
El epígrafe del episodio está tomado del último párrafo del capítulo 30 del El Conde de Montecristo, célebre novela escrita en francés en 1844 por Alejandro Dumas padre -aunque luego se probó que fue escrita con la colaboración secreta de Auguste Maquet-, según la traducción realizada en 1996 por Robin Buss.
La frase utilizada en el capítulo, con sus correspondientes versiones en español, dice:

Original en inglés
May the God of Vengeance now yield me His place to punish the wicked.
Versiones en español
HispanoaméricaQue el Dios de la Venganza me ceda ahora su lugar para castigar a los malvados.
EspañaQue el Dios vengador me ceda ahora su puesto para castigar a los malos.

La frase corresponde al momento en el que Edmond Dantès (el Conde de Montecristo) decide iniciar su venganza contra aquellos que arruinaron su vida: 

Inglés
"And now," said the man on the yacht, "farewell to kindness, humanity and gratitude. Farewell to all sentiments that gladden the heart. I have substituted myself for Providence in rewarding the good; may the God of vengeance now yield me His place to punish the wicked! At these words he made a signal and the yacht put out to sea.
Español
"Y ahora", dijo el hombre en el yate, "adiós a la amabilidad, el humanitarismo y la gratitud. Adiós a todos los sentimientos que alegran el corazón. Yo substituí a la Providencia para premiar a los buenos; que el Dios de la venganza me ceda ahora Su lugar para castigar a los malvados". Dicho esto hizo una señal y el yate se hizo a la mar.

## Argumento

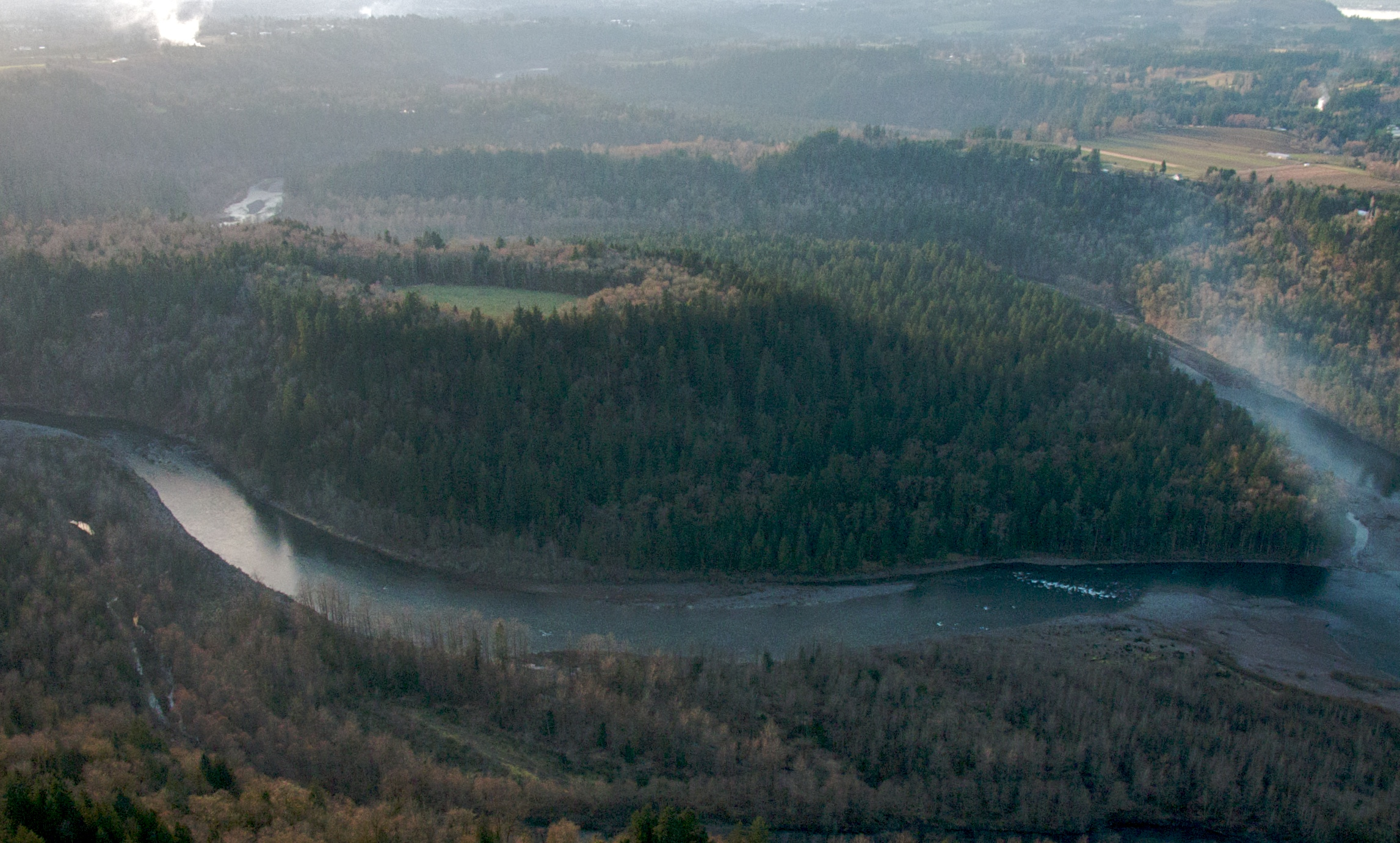
Oxbow Regional Park, en las afueras de Portland, donde el Tribunal de la Wesenrein realiza el juicio contra Monroe.

Continuando la trama del capítulo anterior, el Tribunal de la Wesenrein, la organización terrorista que ataca a los wesens que no mantienen la "pureza wesen", inicia el juicio contra Monroe en un lugar en medio del bosque, que se extenderá a lo largo de todo el episodio. Monroe intenta escapar y llega a matar a uno de los secuestradores de una dentellada, pero es recapturado, maniatado y amordazado. 
Nick, Hank, el capitán Renard y el Sargento Wu -en pleno proceso de aceptación de la existencia del mundo Wesen-, buscan contrarreloj descubrir dónde tienen a Monroe. Saben que el oficial Acker, es miembro de la Wesenrein y lo presionan duramente para que diga dónde está Monroe, pero sin resultados.
En el transcurso del juicio, la Wesenrein atrapa a Bud y lo lleva al juicio para servir de testigo contra Monroe, resultando evidente que tampoco iba a salir con vida. Bud sabe que Nick y el resto están en plena búsqueda e intenta demorar el juicio, alargando su testimonio, hasta que lo castigan y amenazan con matarlo de inmediato. El juicio termina con la condena unánime de Monroe y su inmediata quema, atravesado en la estaca.
Simultáneamente Rosalee y Juliette venían revisando la lista de invitados al casamiento con Bud, hasta que descubren que una de las asistentes es la hermana de Acker. Bajo la amenaza de que Nick como grimm la mate, Acker confiesa que están en el Oxbow Regional Park (45°29′42″N 122°17′17″O / 45.4951206, -122.2881457), un parque natural de 400 ha realmente existente en las afueras de Portland.
Nick, Hank, el capitán Renard, Wu, Rosalee y Juliette, armados todos, llegan en el momento en que la Wesenrein está por quemar a Monroe. Cada uno de ellos mata a los terroristas que los enfrentan. Wu no duda en matar con una Itaka a quemaropa al wesen que quiso atacarlo. Juliette sorprende al terrorista que la ataca, transformándose sin que nadie la vea en una hexenbiest y volándole la tapa de los sesos con sus poderes telequinéticos. Finalmente Monroe y Rosalee juntos, matan a dentelladas al líder de la Wesenrein.
El episodio termina con Monroe y Rosalee siendo escoltados hasta el aeropuerto para que por fin puedan iniciar su luna de miel.

## Elenco regular
- David Giuntoli como Nick Burkhardt.
- Russell Hornsby como Hank Griffin.
- Bitsie Tulloch como Juliette Silverton.
- Silas Weir Mitchell como Monroe.
- Sasha Roiz como el capitán Renard.
- Bree Turner como Rosalee Calvert.
- Claire Coffee como Adalind Schade.
- Reggie Lee como el sargento Wu.